# Candezea occipitalis
Candezea occipitalis is een keversoort uit de familie bladkevers (Chrysomelidae). De wetenschappelijke naam van de soort werd in 1847 gepubliceerd door Louis Jérôme Reiche.